# Scrambler

La Ducati Scrambler in un'immagine pubblicitaria (1971)

Lo Scrambler, in campo motociclistico, indica un tipo di motocicletta con caratteristiche soprattutto stradali, a cui sono però state apportate lievi modifiche per renderla adatta ad affrontare percorsi sterrati o brevi tratti fuoristrada di lieve difficoltà.
Il termine "scrambler" deriva dal verbo inglese "to scramble" che significa mescolare.
Così erano chiamate, in alcuni territori statunitensi di provincia della fine anni cinquanta, le motociclette stradali cui venivano applicati manubri, pneumatici e rapporti da fuoristrada, al fine di agevolmente percorrere le lunghe strade sterrate che collegavano i "ranch" alle vie di comunicazione pubbliche.
Arrivato in Europa, il termine fu utilizzato soprattutto dalle case italiane e inglesi che, a partire dagli anni sessanta, sfornarono un cospicuo numero di modelli "scrambler".
In Italia, avevano in listino un modello turistico trasformato "scrambler" molte delle più importanti case costruttrici, come Ducati, Moto Guzzi, Laverda, Moto Morini, Benelli, MV Agusta o Gilera. Inizialmente, modelli appositamente concepiti per cercare uno sbocco commerciale sul mercato americano ebbero grande successo su quello nazionale.